# 碧海電気鉄道デ100形電車
碧海電気鉄道デ100形電車（へきかいでんきてつどうで100がたでんしゃ）とは、現在の名古屋鉄道（名鉄）の前身の一つとなる碧海電気鉄道が1926年に製造した電車である。

## 概要
現在の名鉄西尾線の前身の一つである碧海電気鉄道線の開業に備えて製造された。
その後同社線と西尾鉄道線の直通が実施される際に架線電圧が直流1,500Vから600Vへ降圧されることになり、関係会社である愛知電気鉄道の600V電化線区対応車であるデハ1020形と交換の形で同社へ譲渡、同社と名岐鉄道の合併による名鉄の成立後は車体が小型であったことから電気機関車（デキ800形）への機器供出のために電装解除を実施され、以後は支線区で1960年代まで運用された。

## 製造経緯
碧海電気鉄道は愛知県碧海郡矢作町と明治村を結ぶ11.6kmの地方鉄道線（1923年5月23日免許）の建設を目的として1925年5月15日に創立された、典型的な地方私鉄であった。
同社線は、神宮前から岡崎を経由して豊橋へと徐々に東進しつつあった愛知電気鉄道岡崎線（当時。現在の名鉄名古屋本線の一部）の培養線（支線）としての性格を備え、岡崎線今村 （現在の新安城）から分岐し米津へ至る、現在の名鉄西尾線の一部を構成する区間を第一期線として建設、1926年7月1日に開業した。
この開業に備えて準備されたのが、デ100形である。本形式は以下の3両が1926年7月竣工として名古屋市の日本車輌製造本店で製作された。
- デ100形デ101 - デ103[1]

制御電動車(Mc)。

## 車体
設計当時の私鉄電車で一般的であった、平妻シングルルーフで床下に補強・補正用のトラスロッドと呼ばれる鋼棒をとりつけた13m級の木造車体を備える。
最大寸法は全幅2,464mm、全長13,410mm、全高3,693mmで、側窓配置は1D(1)5D(1)4(1)D1（D:客用扉、(1)：戸袋窓）の3扉構成、客用扉は両端が840mm幅、中央が732mm幅とやや寸法を違えてある。妻面は貫通扉のない3枚窓構成で上部雨樋が緩やかな円弧を描く。
側窓も妻窓も共に1段上昇式で、側窓幅は710mm、側窓下部には保護棒が2本渡してあった。また、日よけは落とし込み式の鎧戸を備える。
座席は扉間にロングシートが設置されており、室内灯は天井中央に等間隔に6基の白熱電球を収めた灯具が備わる。
車体の基本的なデザインは関係会社である愛知電気鉄道の電6形のそれを約3m短縮し、側窓を扉間で各2枚ずつ減らした構成となっている。
なお、本形式の製作図面の日本車輌製造における図面番号は「外 イ 903」で、基本となった愛知電気鉄道電6形の「外 イ 612」よりも後であるだけではなく、半鋼製車体となった同社の電7形（「外 イ 809」。1926年3月竣工）と更にその後の全鋼製試作車であるデハ3090形（「外 イ 1032」1926年12月竣工）の間の調製となっており、幾分時代遅れの設計であったことになる。

## 主要機器
ウェスティングハウス・エレクトリック社(WH)やJ.G.ブリル社、それにボールドウィン・ロコモティブ・ワークス(BLW)社といったアメリカ企業が製作した機器（及びその日本製模倣品）で首尾一貫していた愛知電気鉄道とは異なり、アメリカ製機器に加えてドイツ製機器を混用しているのが特徴である。

### 制御器
WH社製のHL-272-G6単位スイッチ式制御器を備える。運転台に備わるWH-15D主幹制御器のノッチ進段に対応して床下の主制御器が主回路を切り替える非自動加速制御器である。このHL制御器は架線からの電力を抵抗器で降圧して制御器電源とするため、電動発電機やバッテリーといった補助電源装置を別途必要としないという特徴があり、同時期の愛知電気鉄道では標準的に採用されていたものであった。

### 主電動機
ドイツ・AEG社製直流直巻整流子電動機のuSL-323-B（端子電圧750V時1時間定格出力65kW、定格回転数900rpm）を各台車に2基ずつ吊り掛け式で装架する。
同時代の愛知電気鉄道ではWH社製のWH-556-J6（端子電圧750V時1時間定格出力74.6kW、定格回転数985rpm）が標準採用されており、本形式では出力のやや低い機種を選定していたことになる。

### 台車
日本車輌製造がアメリカ・J.G.ブリル社製Brill 27MCB-1をデッドコピーした軸距1,830mmの27MCB-1を装着する。同時期に愛知電気鉄道でも日本車輌製造製の27MCB系台車が採用されたが、こちらは同社標準で高速運転に適した軸距2,134mm仕様で製作されていた。
この台車は当初、軸受が一般的であった平軸受ではなく、ローラーベアリング付きであったとされ、通常のBrill 27MCB系台車よりも大型の軸箱を装着可能とするために寸法に余裕を持たせたペデスタル周辺部の設計を特徴とする。

### ブレーキ
ドイツ・クノールブレムゼ社製の空気ブレーキ装置を備える。この時代の日本ではクノールブレムゼ社製ブレーキの採用例は希少で、本形式の前年にあたる1925年に日本車輌製造本店が製作した京都電燈デナ1形電車や、高野山電気鉄道がその開業にあたり準備したデ101形・デニ501形（日本車輌製造本店、1928年製）に同社製のAMF自動空気ブレーキを採用したことが知られている程度であった。

### 集電装置
屋根上の一端に通常の菱枠パンタグラフを1基搭載する。

## 運用
1928年（昭和3年）碧海電気鉄道が1500Vから600Vに降圧すると、デハ100形電車は愛知電気鉄道デハ1020形と車両交換により愛知電気鉄道に移動。デハ1010形（1010 - 1012）となる。愛知電気鉄道では築港線で旅客運用や貨物車の牽引に用いられた。
1935年（昭和10年）に名岐鉄道と愛知電気鉄道が合併し名古屋鉄道となると同社の車両となり、1941年（昭和16年）の形式称号改訂によりモ1010形（1011 - 1013）に改番する。
1943年（昭和18年）、貨物輸送の増強のために主要電気機器、モーターをデキ800形電気機関車に譲り付随車化、サ1010形となる。戦後1955年（昭和30年）に制御車化され、1500V用の車両ク1010形（1011 - 1013）となる。
名古屋鉄道成立以降、三河線や竹鼻線などで運用されていた（1957年（昭和32年）まで1500V線、以降は600V線で使用）。その後1962年（昭和37年）に全車が瀬戸線に移動、翌年ク1011が揖斐線・谷汲線に移動する。1962年（昭和62年）5月に全車が廃車となった。